# Kundratice (Hartmanice)
Kundratice jsou malá vesnice, část města Hartmanice v okrese Klatovy v Plzeňském kraji. Nachází se asi jeden kilometr jihovýchodně od Hartmanic. Vesnicí protéká Radešovský potok. Kundratice leží v katastrálním území Kundratice I o rozloze 2,29 km². V katastrálním území Kundratice I leží i Kříženec.

## Historie
První písemná zmínka o vesnici pochází z roku 1360.

## Obyvatelstvo
| Rok            | 1869 | 1880 | 1890 | 1900 | 1910 | 1921 | 1930 | 1950 | 1961 | 1970 | 1980 | 1991 | 2001 | 2011 | 2021 |
| -------------- | ---- | ---- | ---- | ---- | ---- | ---- | ---- | ---- | ---- | ---- | ---- | ---- | ---- | ---- | ---- |
| Počet obyvatel | 328  | 341  | 348  | 316  | 323  | 347  | 344  | 130  | 154  | 138  | 98   | 78   | 73   | 66   | 48   |
| Počet domů     | 47   | 53   | 52   | 52   | 52   | 61   | 64   | 78   | 78   | 32   | 19   | 34   | 37   | 39   | 38   |

## Obecní správa
Při sčítání lidu v letech 1850–1949 Kundratice byly samostatnou obcí v okrese Sušice. V letech 1950–1959 byly osadou obce Štěpanice v okrese Sušice. Od roku 1960 jsou částí města Hartmanice v okrese Klatovy. V letech 1850–1949 k obci patřil Kříženec.

## Pamětihodnosti

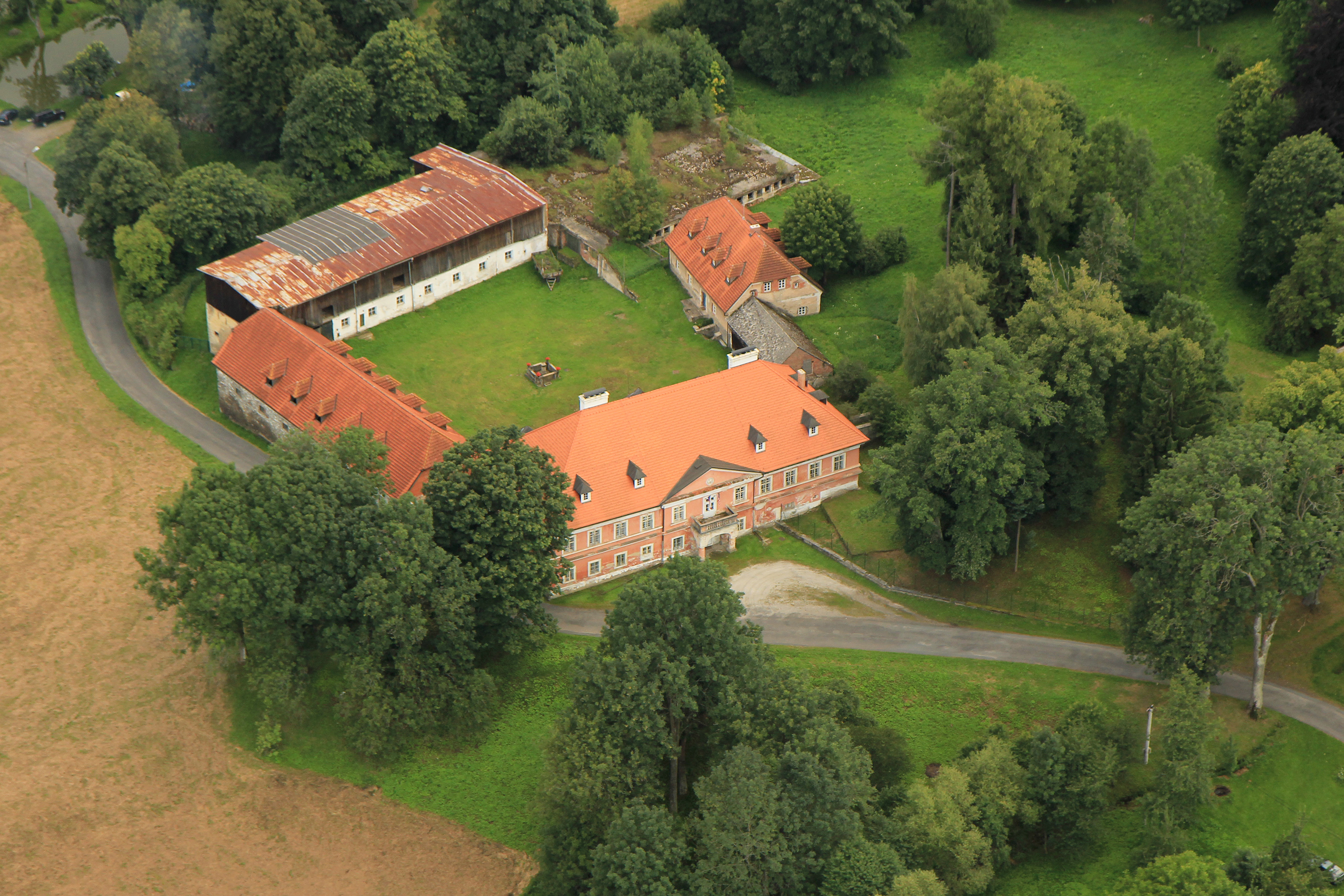
Letecký snímek zámku

- Na jižním okraji vesnice stojí kundratický zámek z 18. století.[8]
- Podzemní prostor s kamennou půlkruhovou branou ve středu obce
- Skupina dubů zimních, památné stromy
- Vsí prochází Klostermannova stezka (modře značená turistická trasa), Stezka svatého Vintíře a cyklistická trasa číslo 2087
- Jihozápadně od vesnice se nachází přírodní rezervace Kříženecké mokřady.

## Osobnosti
- Isak Simon Bloch (1805–1878), rodák z Kundratic, židovský podnikatel, který od Karla Korba staršího z Weidenheimu[9] získal brusírny drahokamů, skla a zrcadel v okolí Hartmanic